# Eating Out 2: Sloppy Seconds
Eating Out 2: Sloppy Seconds je americký hraný film z roku 2006, který režíroval Phillip J. Bartell podle vlastního scénáře. Film je volným pokračováním filmu Eating Out. Snímek měl světovou premiéru na filmovém festivalu Outfest v Los Angeles dne 13. července 2006.

## Děj
Kyle žárlí na svého přítele Marca, protože se mu zdá, že tráví mnoho času se svými kamarády a tak se rozcházejí. Kyle navštěvuje kurs kreslení s kamarádkami Gwen a Tiffani, kde se seznámí s mladíkem Troyem, který jim stojí modelem. Troy pochází z Illinois a není si jistý svojí sexuální orientací. Rozhodně by chtěl být heterosexuálem, než gayem. Gwen mu proto řekne, že Kyle je vyléčený gay, který chodí s Tiffany, protože tím by mohl Troye získat. Začnou spolu proto chodit do křesťanské skupiny ex-gayů, kterou vede Jacob. Marc zjistí, že se Kyle stýká s Troyem a snaží se ho proto Kylovi přebrat. Troy prohlédne lest všech čtyř a řekne jim, že si z nich vystřelil, protože je bisexuální. Společnými silami nakonec zlikvidují křesťanskou skupinu a navrátí všechny včetně Jacoba zpět mezi homosexuály. Troy začne chodit s Tiffany. Kyle s Marcem si odpustí a navrátí se k sobě.

## Obsazení
| Jim Verraros       | Kyle                  |
| Emily Brooke Hands | Gwen Anderson         |
| Rebekah Kochan     | Tiffani von der Sloot |
| Brett Chukerman    | Marc Everhard         |
| Marco Dapper       | Troy                  |
| Scott Vickaryous   | Jacob                 |
| Mink Stole         | Helen                 |
| Adrián Quiñonez    | Octavio               |
| Jessie Gold        | Violet Müfdaver       |
| Joseph Morales     | Derek                 |